# 일본 스피츠

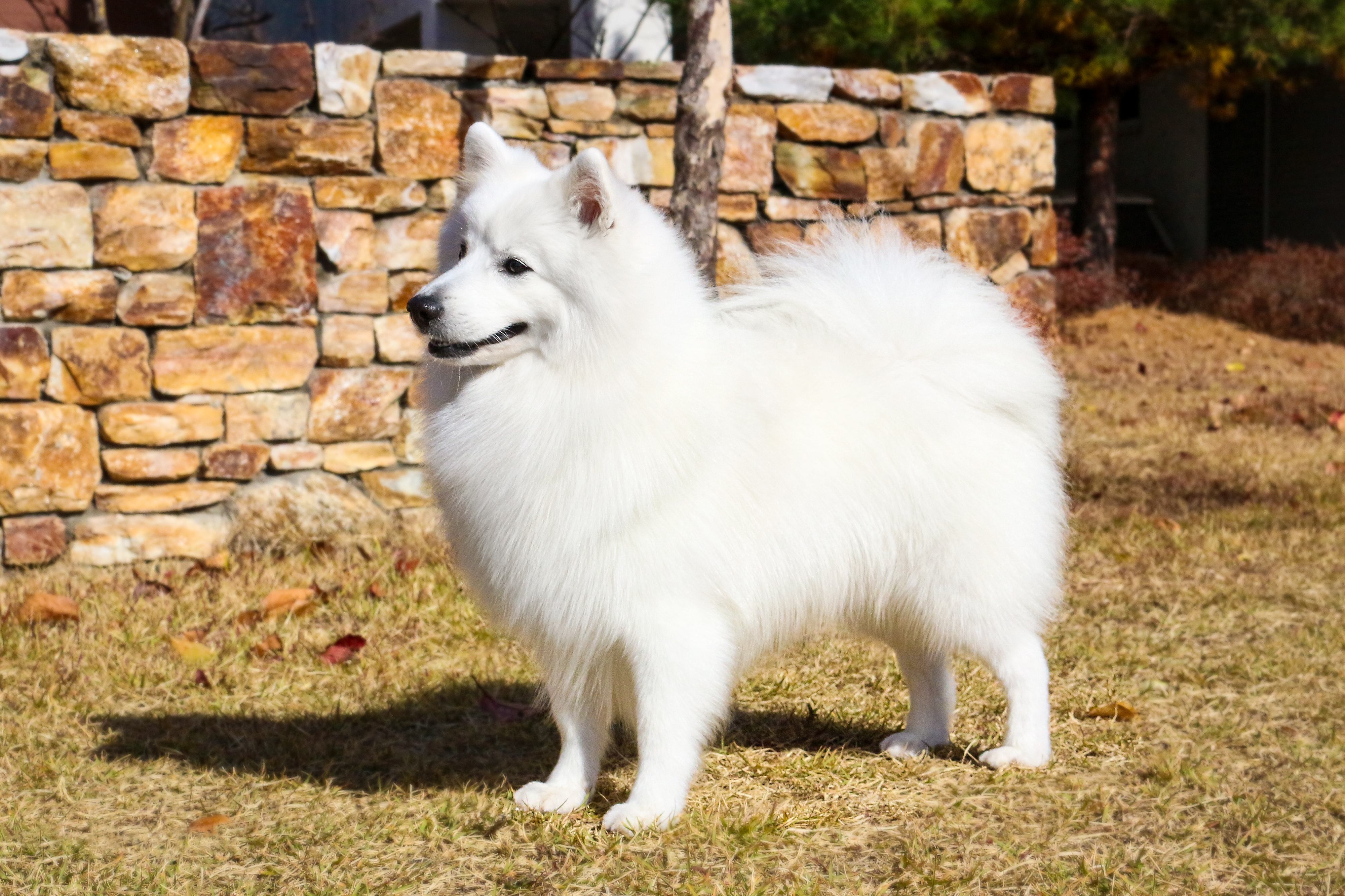

일본 스피츠(日本スピッツ 니혼스핏쓰[*])는 몸집이 작고 순백의 털을 가진 개 품종이다. 털은 이중으로 되어 있는데 몸에 있는 대다수의 털은 직모(直毛)로 되어 있고 머리 주변과 가슴 부분의 털, 꼬리의 털은 부드럽고 숱이 많은 게 특징이다. 이름의 유래는 독일어로 ‘뾰족하다’라는 뜻이다

## 특징
소형견으로 분류되지만 크기는 중형견 수준으로 성견은 7-10kg까지 자란다. 독일 '스피츠' 와 다른 점은, 몸집이 크고, 모질이 부드러우며, 코끝과 입주변이 '스피츠'에 비해 검게 나타난다. 또한, 일반적으로 '스피츠' 보다 겁이 많고, 사냥개의 특성이 잘 살아있어, 움직이는 물체에 예민하게 반응한다.
식탐이 많으며, 보통 종자가 작은경우 5kg 내외의 몸무게를 가지고 있다. 재페니즈 스피츠 라는 명칭을 가지고는 있으나, 보통은 스피츠 라고 통하기도 한다.

## 성격
애교가 많고, 주인을 잘 따른다. 하지만, 호기심이 많고 겁이 많기 때문에 지나가는 사람들, 자전거, 자동차에 짖는 경우가 많고, 따라가기 때문에 각별히 주의를 해야한다. 움직이는 물체에 예민하게 반응하므로, 뛰어가는 사람을 쫓아가며 짖는다.
스피츠는 기본적으로 훈련을 시키기 매우 어려운 종이다. 기본적인 앉아, 기다려 정도는 쉽지만, 그 이상의 단계를 넘어갈 경우, 많이 힘들다. 그 이유는, 집중력이 떨어지기 때문인데, 주변 호기심이 많아 훈련을 하다가도 다른 곳에 정신이 팔리는 경우가 많다. 또한 질투심이 많아, 주인이 같이 사는 다른 강아지에게 호감을 보여주는 것에 대해 민감하게 반응한다. 영리하고 기품 있으며 동작이 재빠르다.